# Vepreculina soukupi
Vepreculina soukupi är en ringmaskart som beskrevs av Ziegler 1984. Vepreculina soukupi ingår i släktet Vepreculina och familjen Serpulidae. Inga underarter finns listade i Catalogue of Life.